# Iinan
Iinan (jap. 飯南町 Iinan-chō) – miasto w Japonii, na wyspie Honsiu, w prefekturze Shimane. Według danych na rok 2020 miejscowość zamieszkiwało 4 577 mieszkańców , a gęstość zaludnienia wyniosła 18,8 os./km².